# Ekvatoriální podnebí

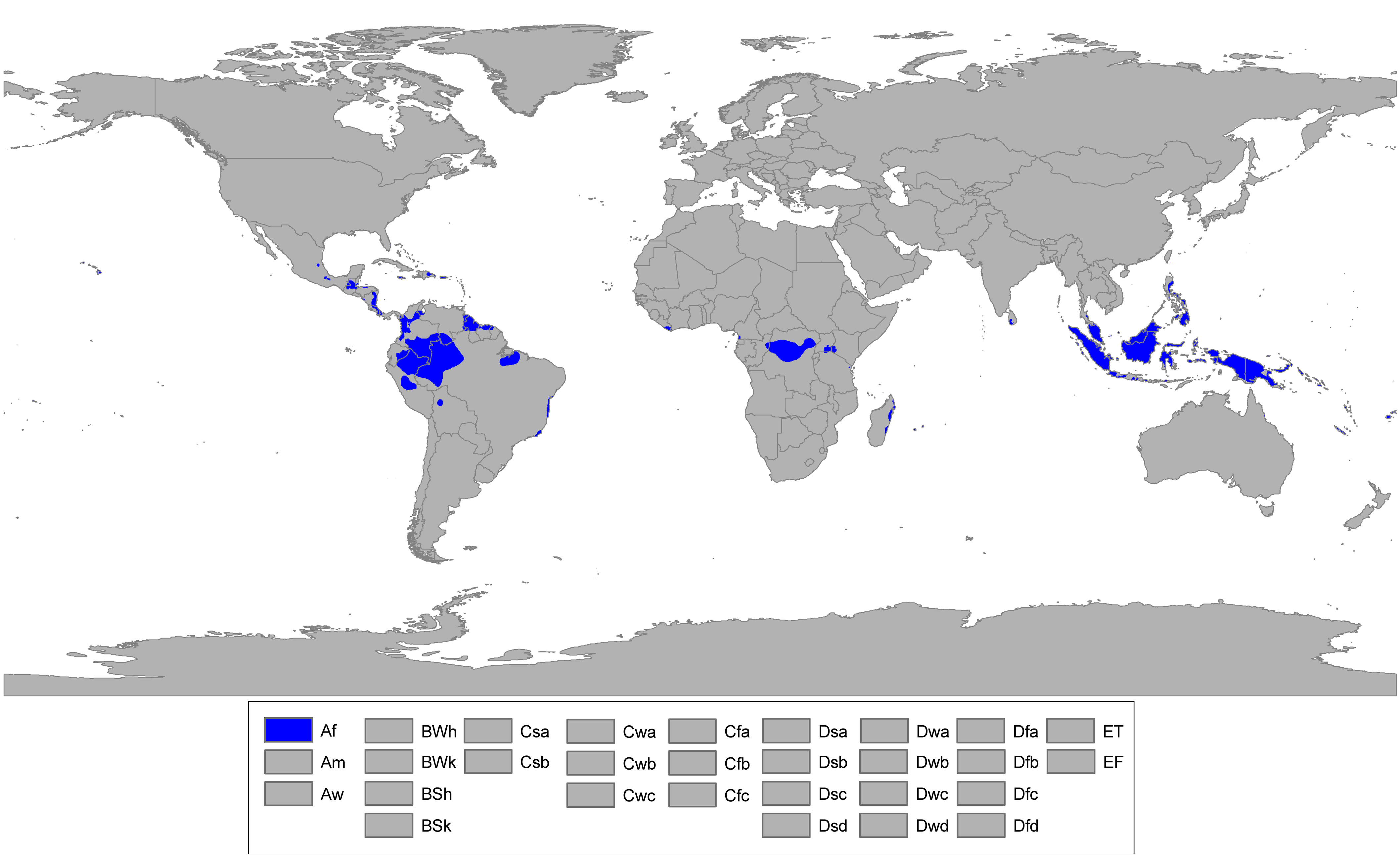
Mapa ekvatoriálního podnebí

Ekvatoriální podnebí či rovníkové podnebí (zkratka Af) je podle Köppenovy klasifikace podnebí nejpříznivější podnebí pro růst rostlin. Toto podnebí se vyskytuje jen v těsné blízkosti rovníku a počasí je celoročně prakticky stejné, nebo velmi podobné. Délka dne je také po celý rok skoro stejná, 10 až 11 hodin má nejkratší den v roce a 13 až 14 ten nejdelší (v závislosti na vzdálenosti od rovníku).

## Teploty
Průměrná roční teplota je okolo 25 °C a teploty jsou po celý rok velmi podobné. Při nejchladnějších ránech mohou teploty klesat i k 15 °C, ale to se stává spíš výjimečně. Přes den jsou nejčastěji teploty mezi 30 °C až 40 °C. Rozdíly průměrné měsíční teploty mezi nejteplejším a nejchladnějším měsícem v roce jsou maximálně 2 °C, protože tu neexistují žádná roční období.

## Srážky
Každý měsíc má minimálně 60 mm srážek (720 mm za rok) a množství napadaných srážek se sice může v různých částech roka různit, ale stále je deště dostatek pro dobrý růst rostlin. Většina srážek spadne při bouřkách nebo delších prudkých deštích. V místech s ekvatoriálním podnebím za rok většinou napadá několik tisíc mm srážek a existují i místa kde napadá více než 10 000 mm srážek za rok.

## Galerie

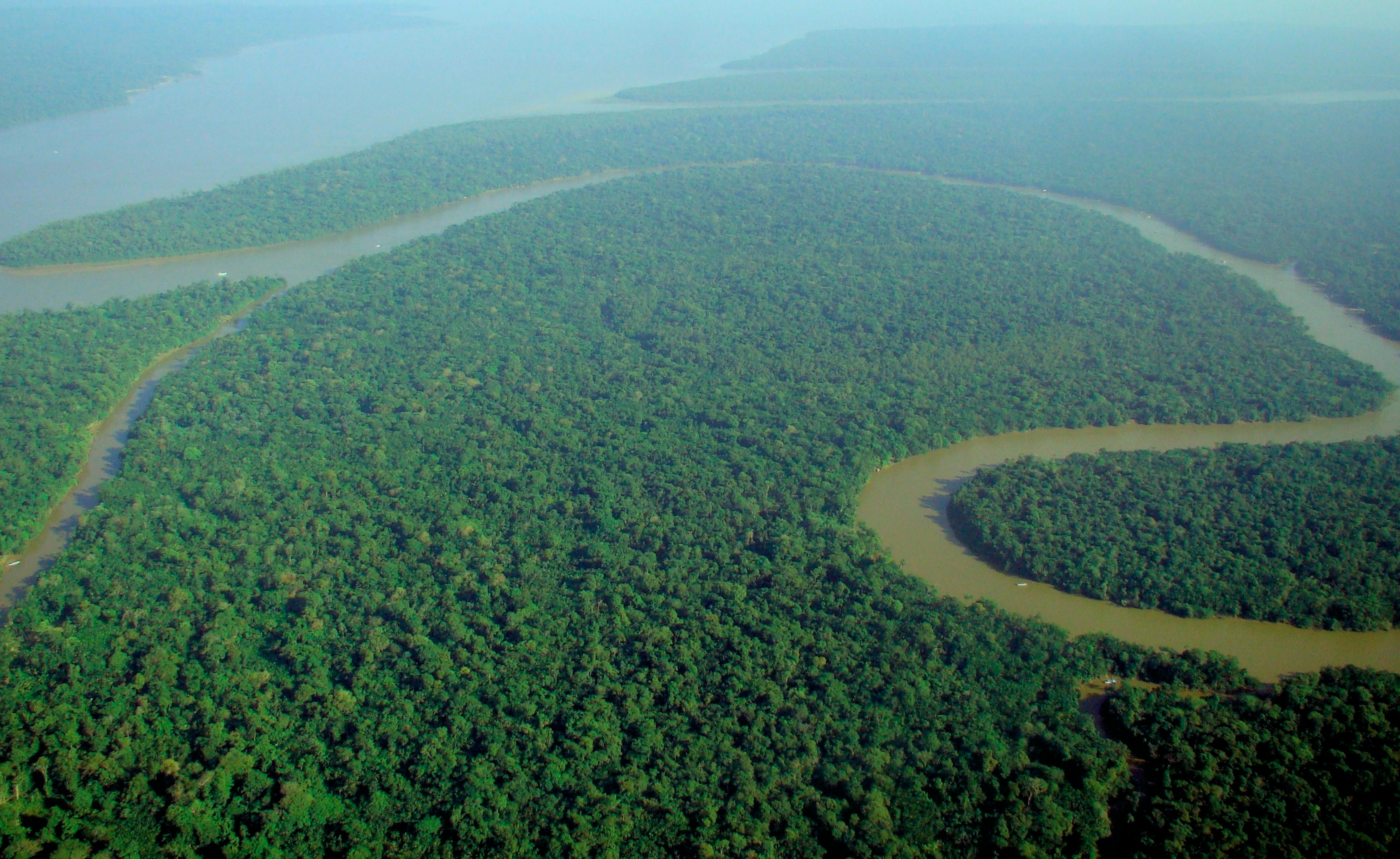
V tomto podnebí rostliny velmi dobře rostou.
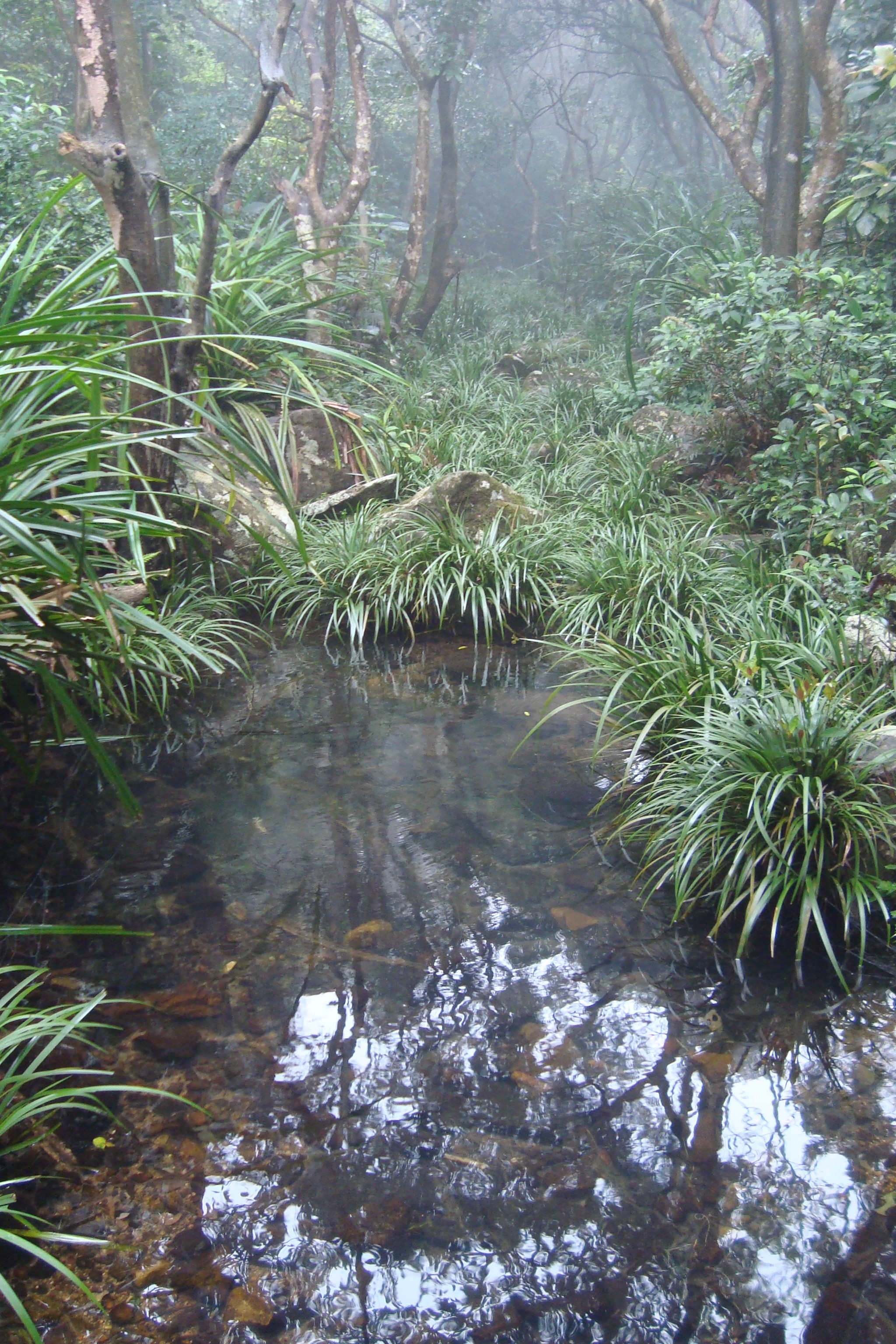
Vody je všude a vždy dostatek.
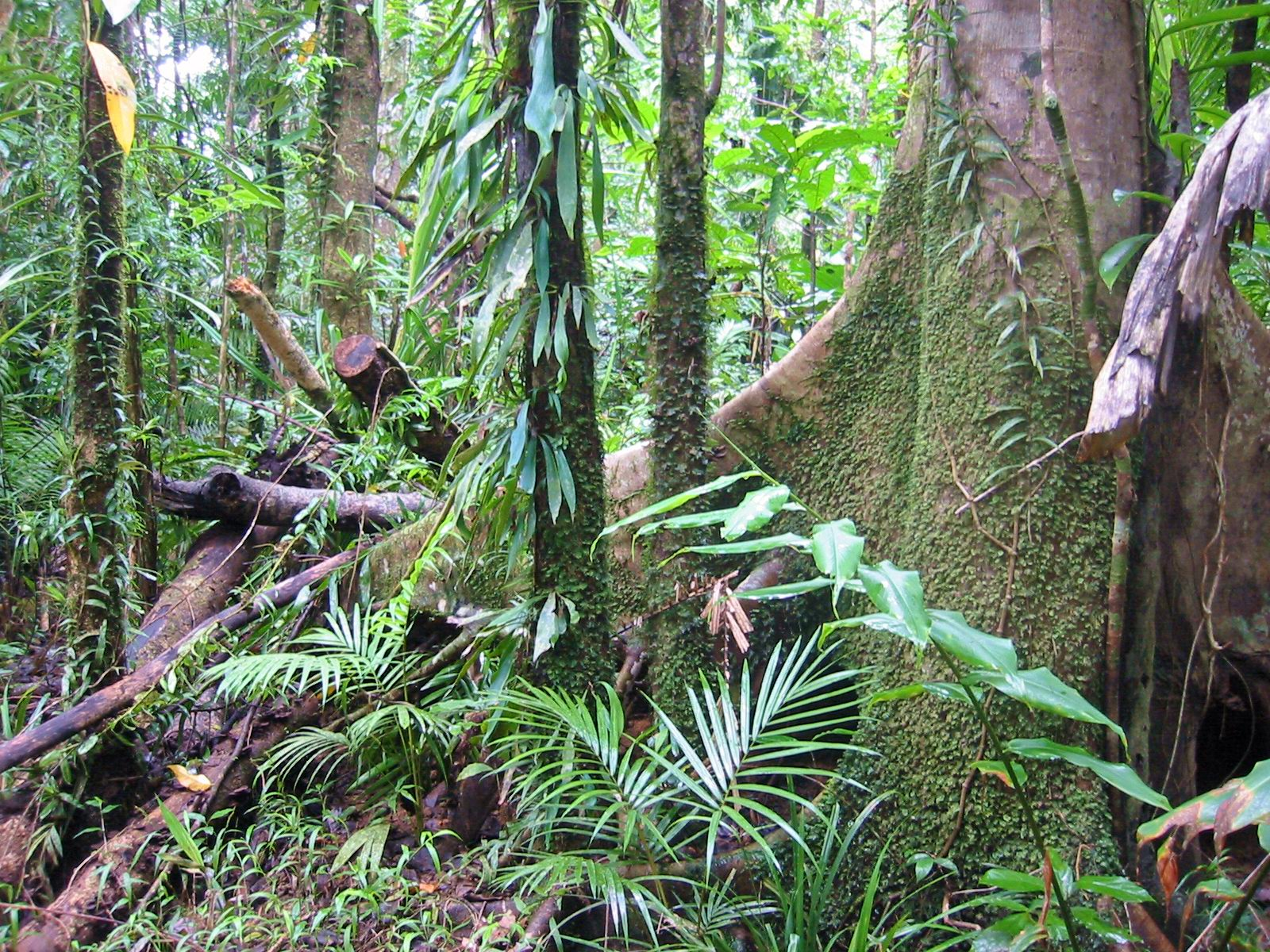
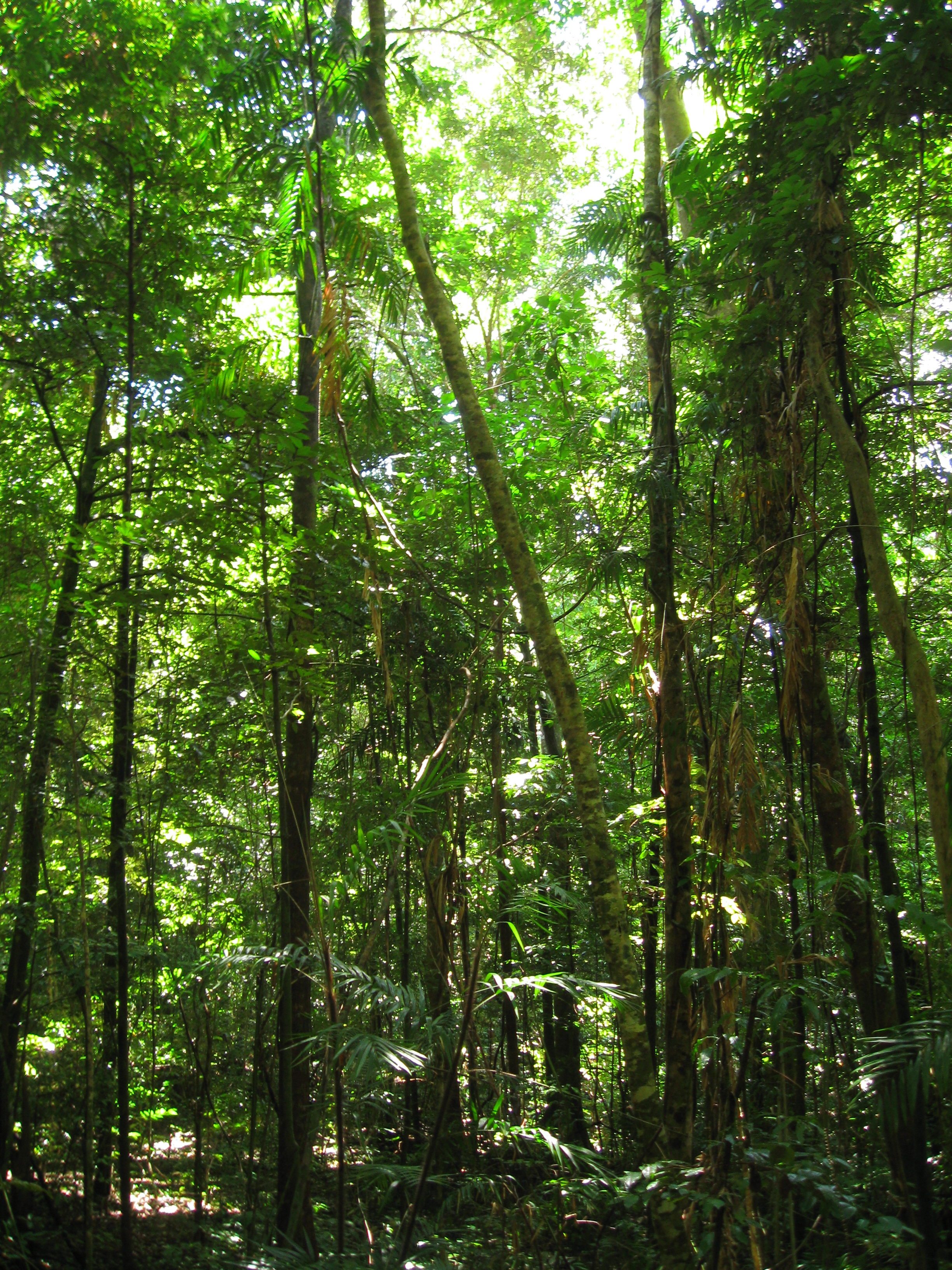
Lesy jsou velmi husté.